# دوستم داره... دوستم نداره

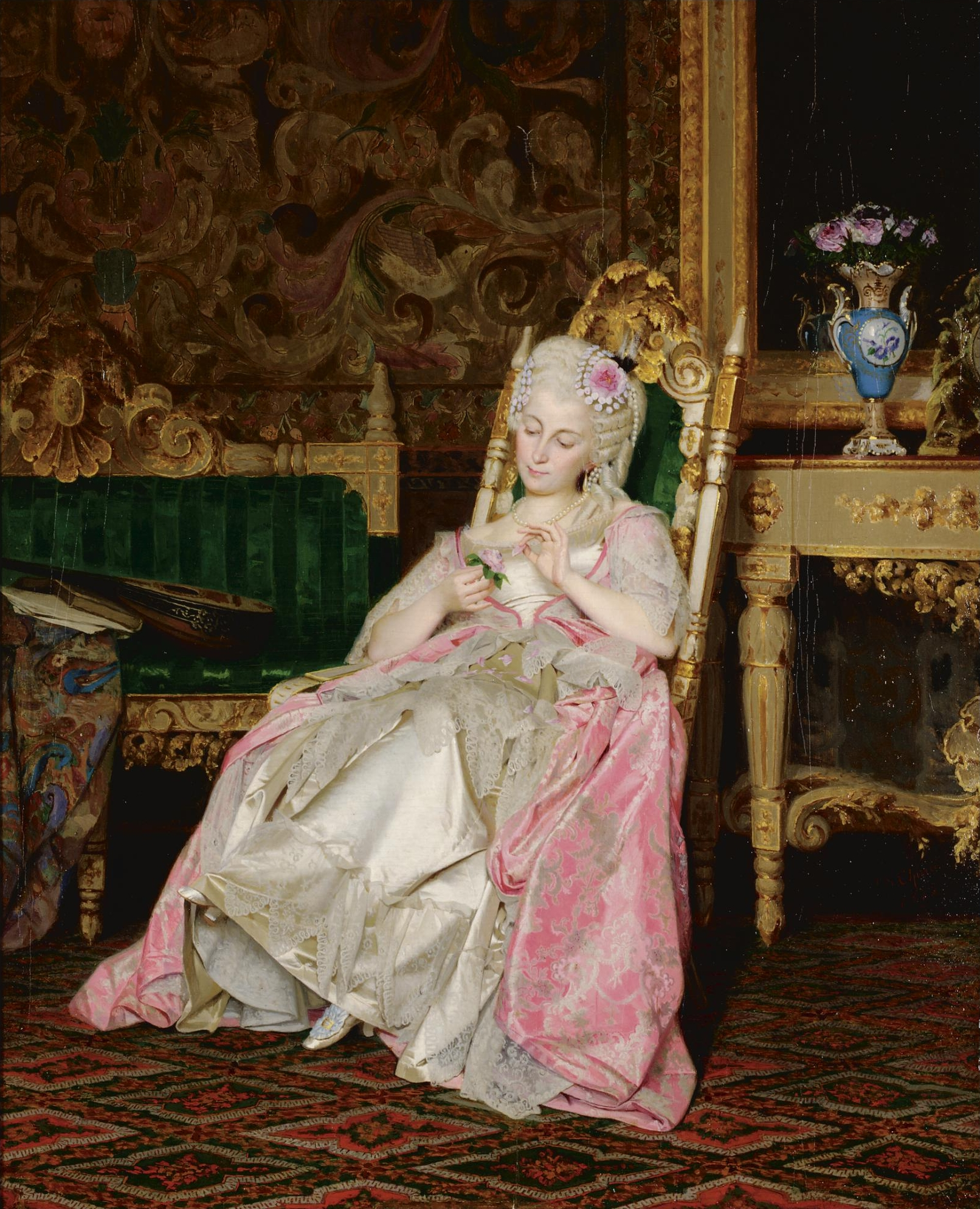
او مرا دوست دارد، او مرا دوست ندارد. جاکومو دی چیریکو ، 1872

دوستم داره، دوستم نداره (به انگلیسی: He loves me, he loves me not)(در اصل به فرانسوی effeuiller la marguerite) یک فال یا استخاره یا بازی با منشاء فرانسوی است؛ که در آن یک نفر به‌دنبال این است که پیش‌بینی کند آیا کسی که او دوست دارد، متقابلا نیز به او علاقه دارد یا خیر.

## شیوه
فردی که این بازی را انجام می‌دهد به طور متناوب عبارات «دوستم داره» و «دوستم نداره» را بیان می‌کند، در حالی که برای هر عبارت یک گلبرگ از گل (معمولا یک گل مینا) می‌چیند. عبارتی که او هنگام جدا آخرین گلبرگ به زبان می‌آورد، پاسخی است که  فرد دریافت می‌کند.

در فارسی گاهی این بازی با عبارت «میاد... نمیاد...» انجام می‌شود که فالی است که برای آمدن یا نیامدن فردی که به آن فکر می‌شود، انجام می‌شود.

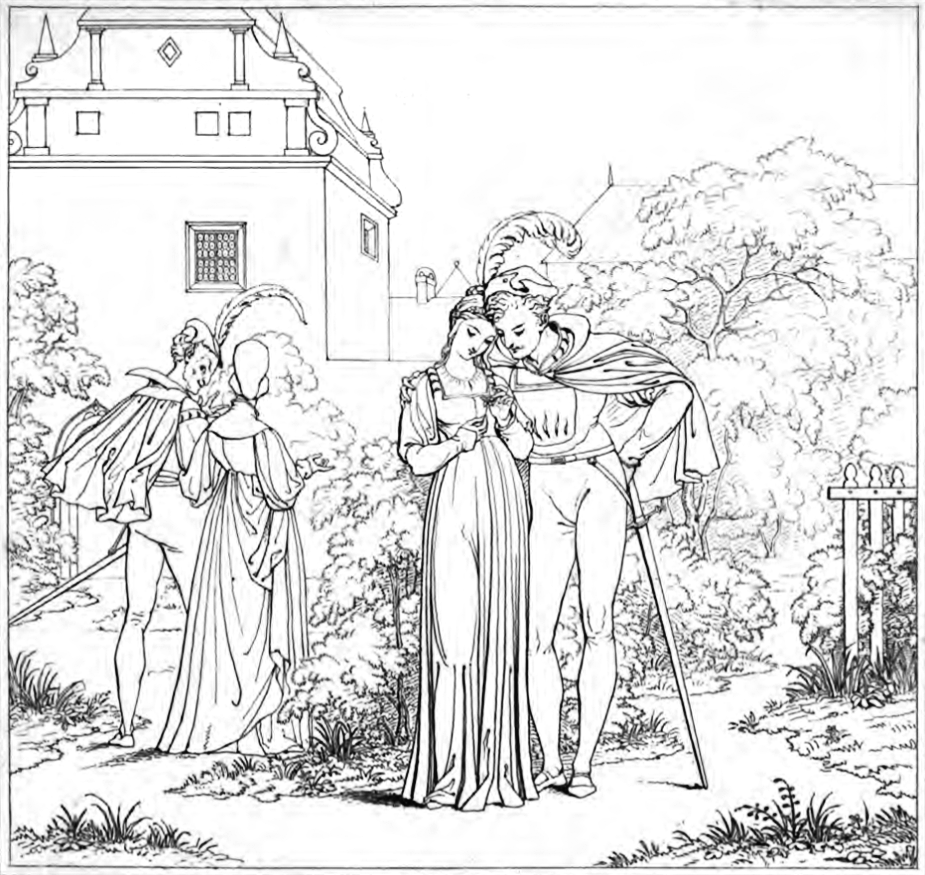
تصمیم گل (۱۸۲۰)

در نسخه اصلی فرانسوی بازی، گلبرگ‌ها به سادگی نشان نمی‌دهند که آیا فرد مورد علاقه بازیکن، او را دوست دارد یا نه، بلکه نشان می‌دهد که تا چه حد آن شخص چقدر علاقه دارد: un peu(کم)، beaucoup(زیاد)، passionnément (پرشور) ، à la folie (جنون‌آمیز)  یا pas du tout (اصلا).
یک تغییر طنزآمیز در بازی این است که بازیکن می‌گوید «او مرا دوست دارد... او مرا خیلی دوست دارد.»

## فرهنگ عامه

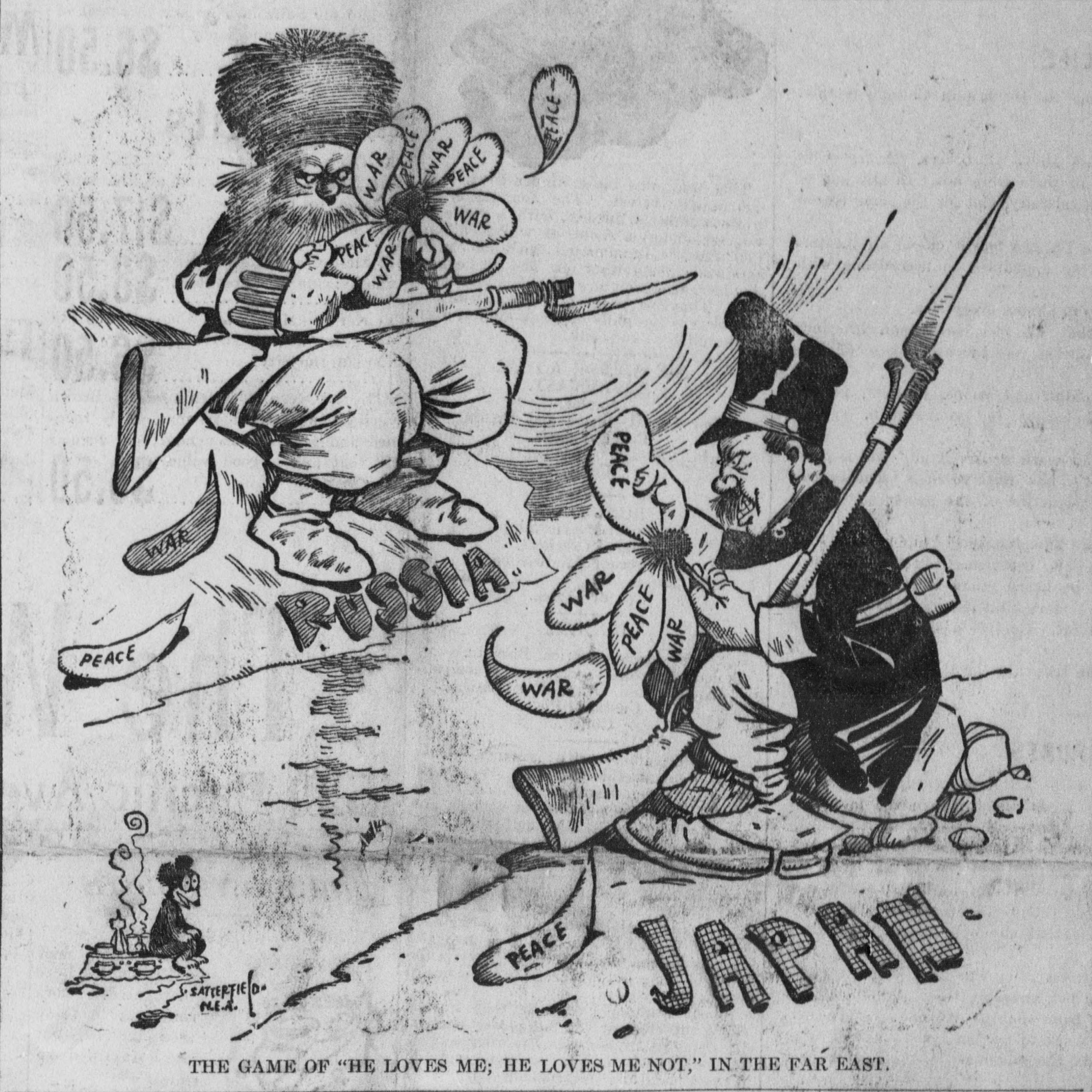
این کارتون که در سال ۱۹۰۴ توسط باب ساترفیلد کشیده شده امپراتوری روسیه و امپراتوری ژاپن را نشان می‌دهد که در حال تصمیم‌گیری در مورد جنگ با یکدیگر با استفاده از این بازی هستند.

در قسمت اول فاوست گوته، گرچن وارد بازی می‌شود. (۱۸۰۸)
این فال به عنوان یک پانتومیم در پرده اول ژیزل، باله ژان کورالی و ژول پرو (پاریس، ۱۸۴۱) نشان داده شده است.
در قسمت ۶ آنا کارنینا، کیتی و لوین این بازی را انجام می دهند (با توجه به اینکه آیا شخصیت دیگری آن روز خواستگاری خواهد کرد). (۱۸۷۷)